# Alfonso Reyna
Alfonso Reyna Rodriguez (Breña, 27 de marzo de 1960) es un exfutbolista peruano que se desempeñaba como delantero.

## Trayectoria
Nació en Breña y dio sus primeros pasos en el fútbol en clubes distritales de la capital, pasando también por las divisiones menores de Alianza Lima. Debutó profesionalmente en Unión Huaral en 1983, donde permaneció una temporada.
En 1984 se incorporó al Coronel Bolognesi, equipo en el que jugó hasta 1987 y donde se consolidó como uno de los futbolistas destacados del plantel.
En 1988 llegó a Alianza Lima, donde permaneció una temporada como delantero. Disputó partidos del Campeonato Descentralizado de ese año y también la Copa Libertadores 1988. Ese mismo año fue titular en el recordado encuentro ante Universitario de Deportes, en el que Alianza Lima abandonó el campo de juego por quedarse con solo seis jugadores, en lo que pasó a llamarse el "Clásico de la Vergüenza".
En 1989 regresó al Unión Huaral, formando parte del plantel que se consagró campeón nacional ese año. Integró la plantilla 1989–1990 junto a jugadores como Domingo Farfán, Enrique León y Humberto Rey Muñoz.
En 1990 disputó la Copa Libertadores 1990 con el cuadro huaralino y fue protagonista en una de las actuaciones más recordadas del club: ingresó en el partido contra Universidad Católica en Santiago y marcó el gol del empate 2–2, que aseguró la clasificación a octavos de final.
En 1991 dejó al cuadro pelícano para incorporarse al Deportivo Municipal. Un año después fichó por el Carlos A. Mannucci y posteriormente regresó al Unión Huaral en 1993.
En 1994 se incorporó al Ovación Sipesa, donde disputó parte de la temporada. Posteriormente pasó a la segunda división con el Hijos de Yurimaguas, club en el que se retiró a los 34 años.

## Clubes
| Club                | País | Año       |
| ------------------- | ---- | --------- |
| Unión Huaral        | Perú | 1983      |
| Coronel Bolognesi   | Perú | 1984-1987 |
| Alianza Lima        | Perú | 1988      |
| Unión Huaral        | Perú | 1989-1990 |
| Deportivo Municipal | Perú | 1991      |
| Carlos A. Mannucci  | Perú | 1992      |
| Unión Huaral        | Perú | 1993      |
| Ovación Sipesa      | Perú | 1994      |
| Hijos de Yurimaguas | Perú | 1994      |

## Palmarés

#### Campeonatos nacionales
| Título                    | Club         | País | Año  |
| ------------------------- | ------------ | ---- | ---- |
| Primera División del Perú | Unión Huaral | Perú | 1989 |

#### Campeonatos regionales
| Título                   | Club         | País | Año  |
| ------------------------ | ------------ | ---- | ---- |
| Torneo Descentralizado B | Alianza Lima | Perú | 1988 |
| Torneo Descentralizado   | Unión Huaral | Perú | 1989 |